# Belegeringstoren

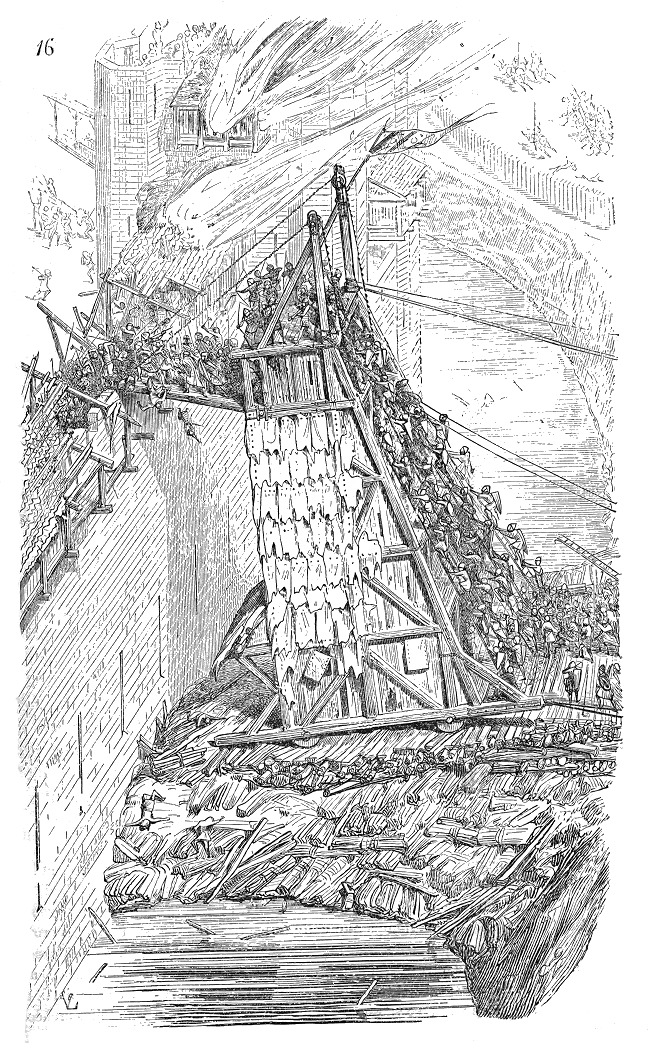
Aanval met een belegeringstoren

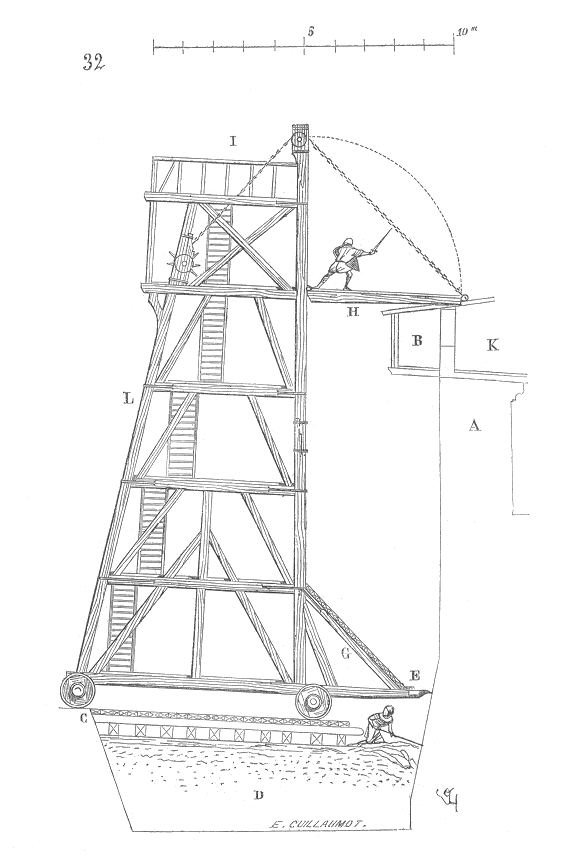
Tekening van een evenhoge

Een belegeringstoren, evenhoge, wandeltoren of stormtoren is een werktuig om bij een belegering een stad of vesting te kunnen innemen via de muren.

## Bouw
De hoogte van de meestal rechthoekige toren varieerde per stad die ingenomen moest worden, met andere woorden de hoogte van de stadsmuur bepaalde de hoogtemaat van de toren. Een belegeringstoren was dus net zo hoog of iets hoger dan de stadsmuur. In de toren bevonden zich ladders om omhoog te klimmen. De toren was soms bekleed met doeken of dierenhuiden die nat gehouden konden worden ter bescherming tegen brand.
Wanneer de torens hoger waren dan de stadsmuur, was dit om over de stadsmuur in de stad op de vijand te kunnen schieten met boogschutters die meestal op de top van de toren stonden. Om de toren te verplaatsen werd een duwteam ingezet, de belegeringstorens waren van wielen voorzien.

## Gebruik

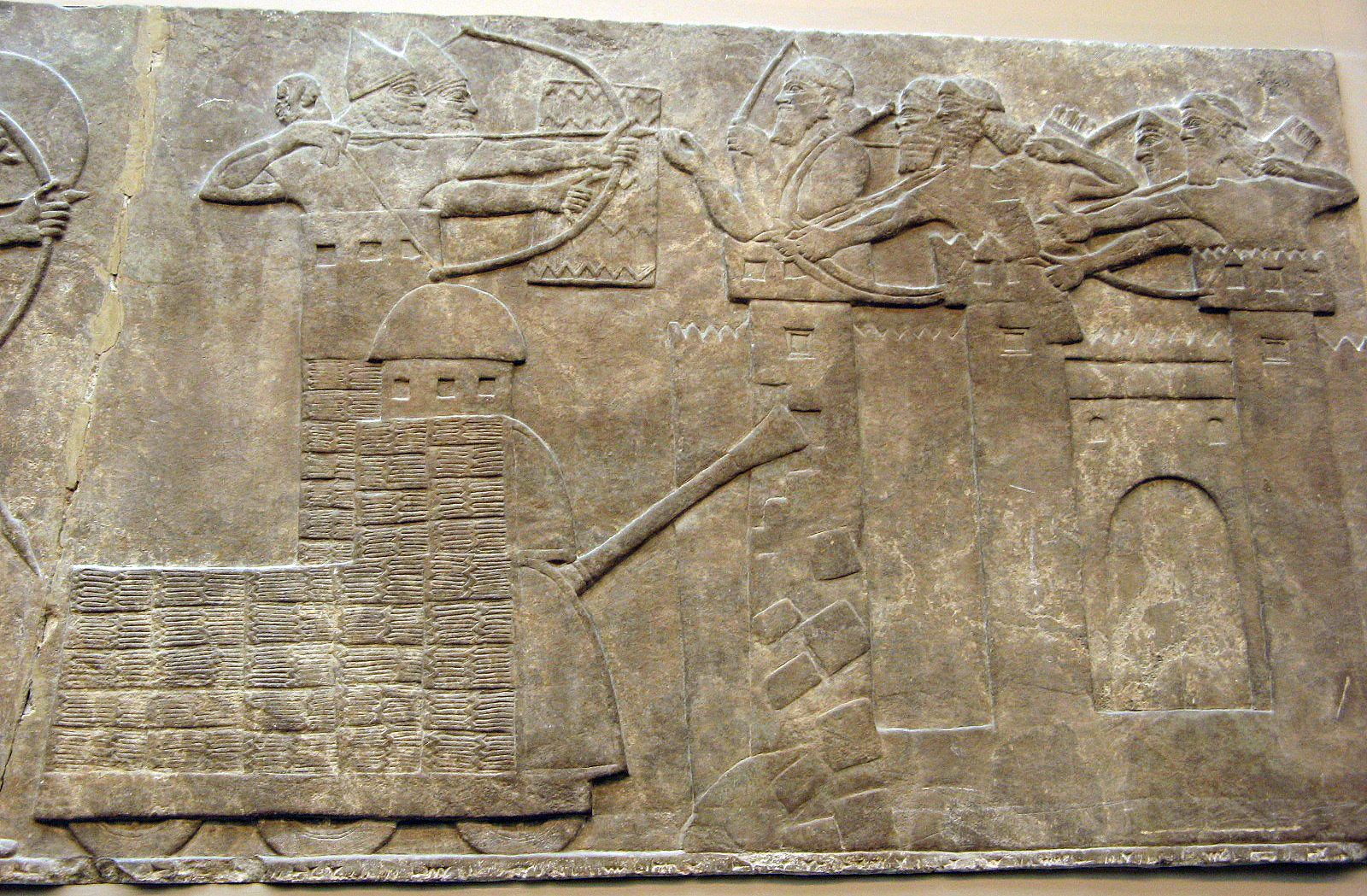
Assyrisch reliëf uit ca. 860 v.Chr. met belegeringstoren.

Belegeringstorens werden al in de 9e eeuw v.Chr. door het Nieuw-Assyrische Rijk gebruikt en bij het Beleg van Rodos (305 - 304 v.Chr.) zette Demetrios Poliorketes een helepolis ("innemer van steden") in; een 40 meter hoge belegeringstoren van 9 verdiepingen met op elke verdieping meerdere katapulten. Ook het in het Romeins Rijk werden ze gebruikt, onder andere door Julius Caesar in 52 v.Chr. in de Slag bij Avaricum. Belegeringstorens werden in de geschiedenis zowel in het Verre Oosten als in Europa gebruikt. De torens waren bijna niet te verplaatsen en werden daarom vooral op het terrein zelf gebouwd. Aangezien het bouwen van dergelijke torens veel tijd in beslag nam, werd dit vooral gedaan als de fortificatie niet overmeesterd kon worden met stormladders, door de muren te ondergraven of door de muren of poorten te slopen.
In een belegeringstoren zaten soms ridders of kruisboogschutters die bouten op de verdedigers schoten. Vanwege de grootte van de toren en het gevaar dat zo'n werktuig kon betekenen voor een belegerde fortificatie was deze vaak het eerste doelwit van kanonnen of andere grote projectielen.
Belegeringstorens werden gebruikt om troepen de fortificatie binnen te laten dringen; als de belegeringstoren dicht bij een muur was, werd een loopplank neergelaten tussen de toren en de muur. Soldaten konden hierdoor via de muren het kasteel of de stad binnendringen.